# Tradescantia zebrina
Tradescantia zebrina (sin.: Zebrina pendula) es una especie herbácea y perenne perteneciente a la familia de las commelináceas.

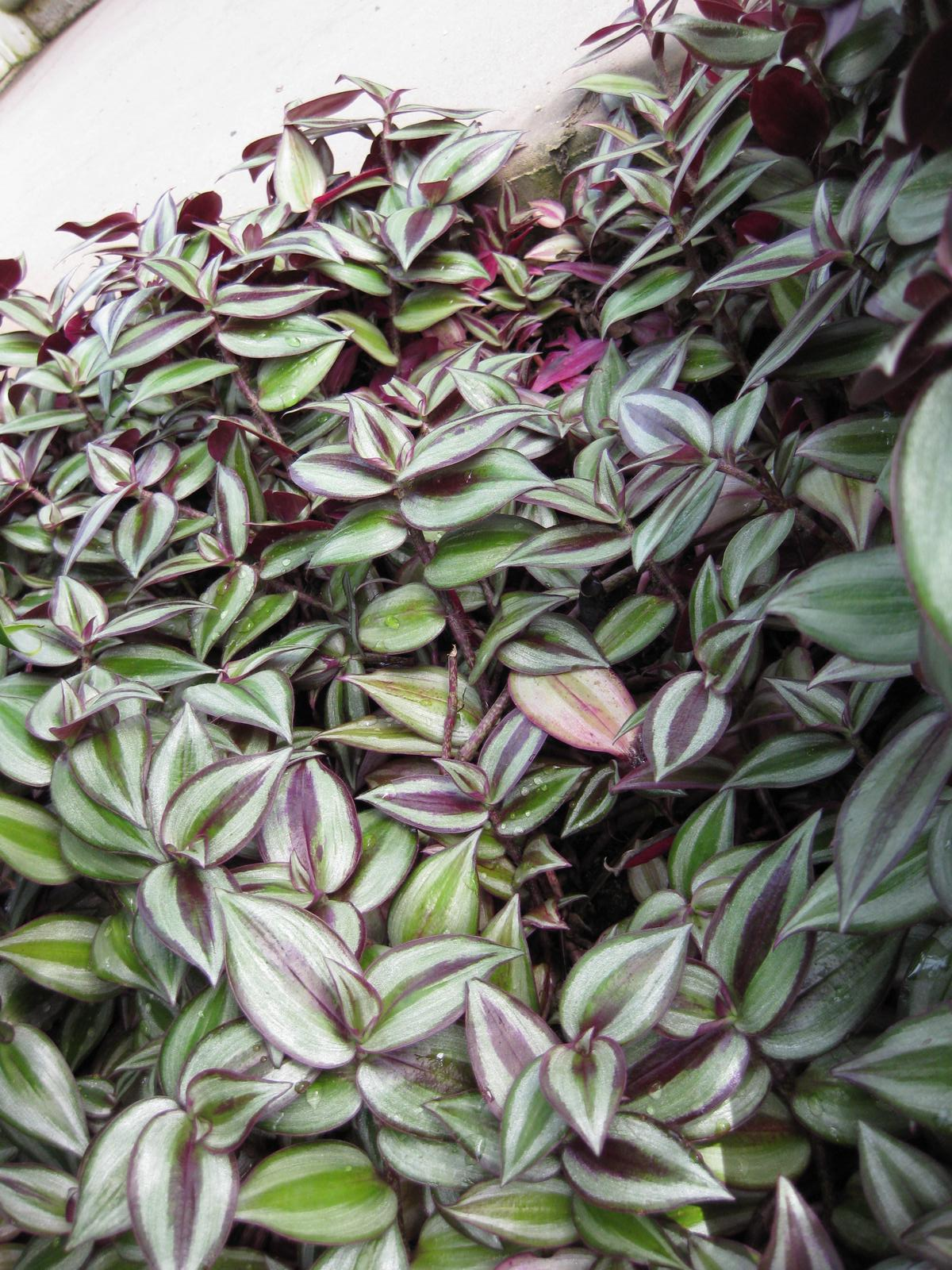
Vista de la planta

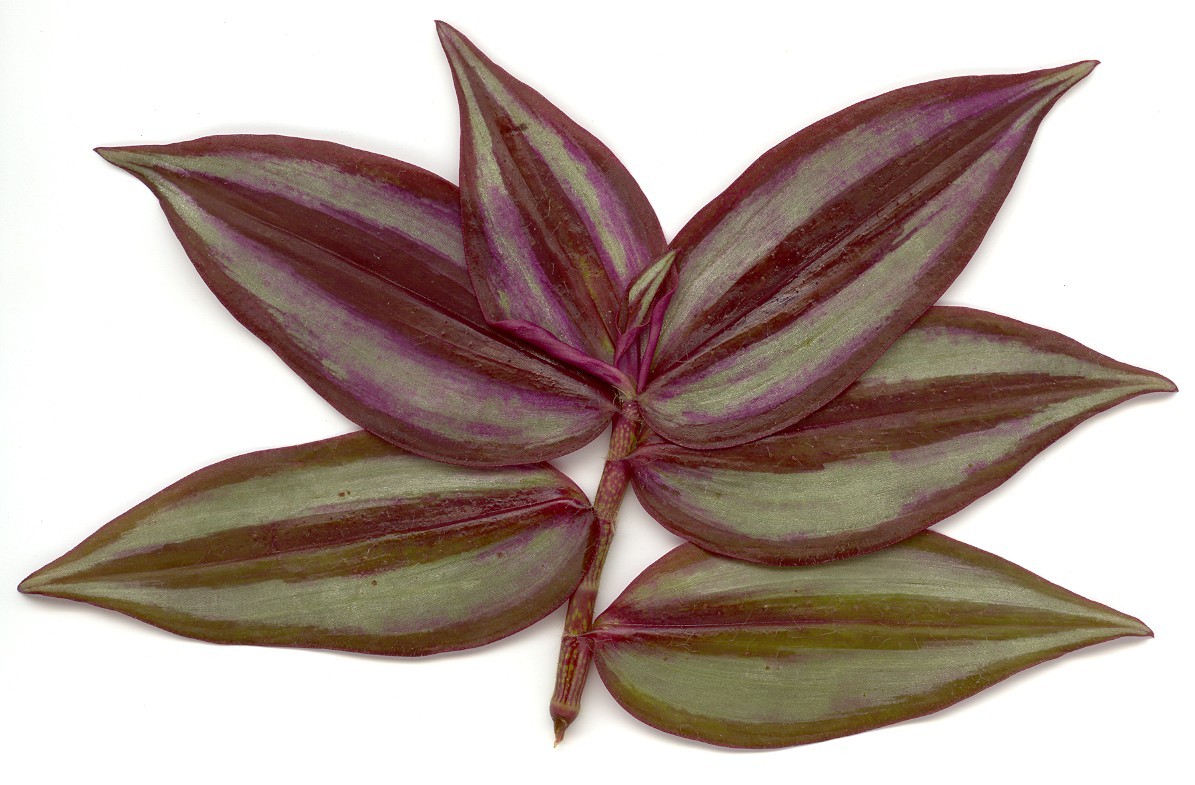
Detalle de la hoja

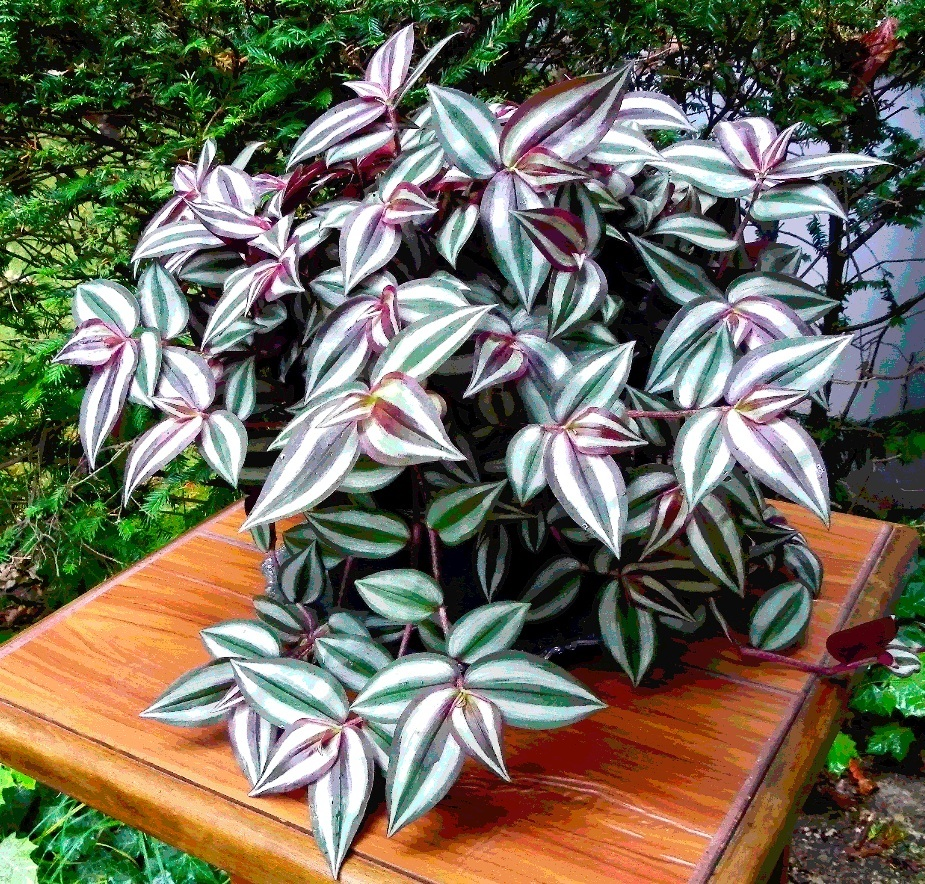
Como planta ornamental

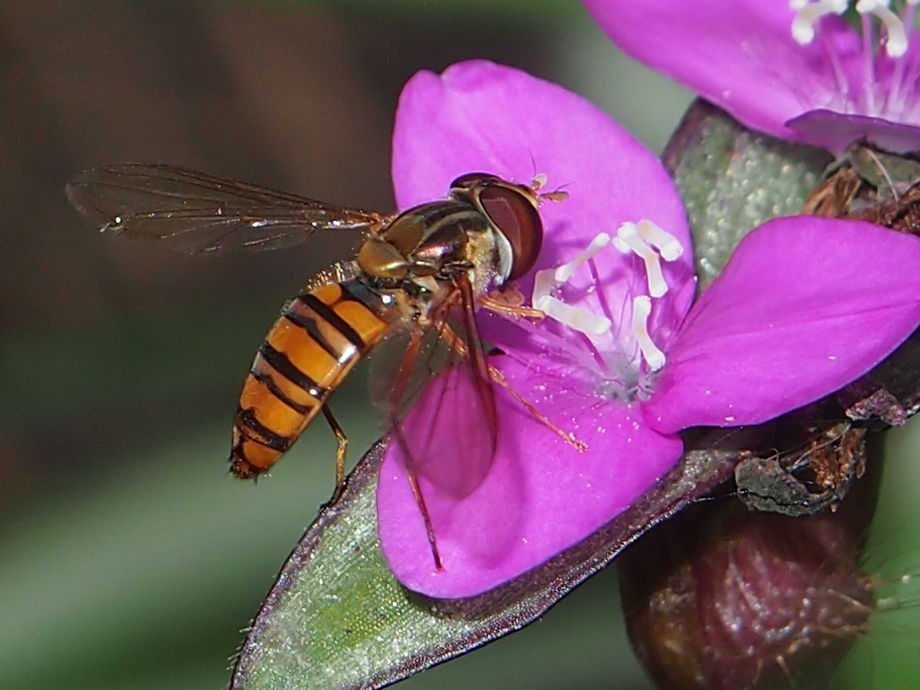
Flor

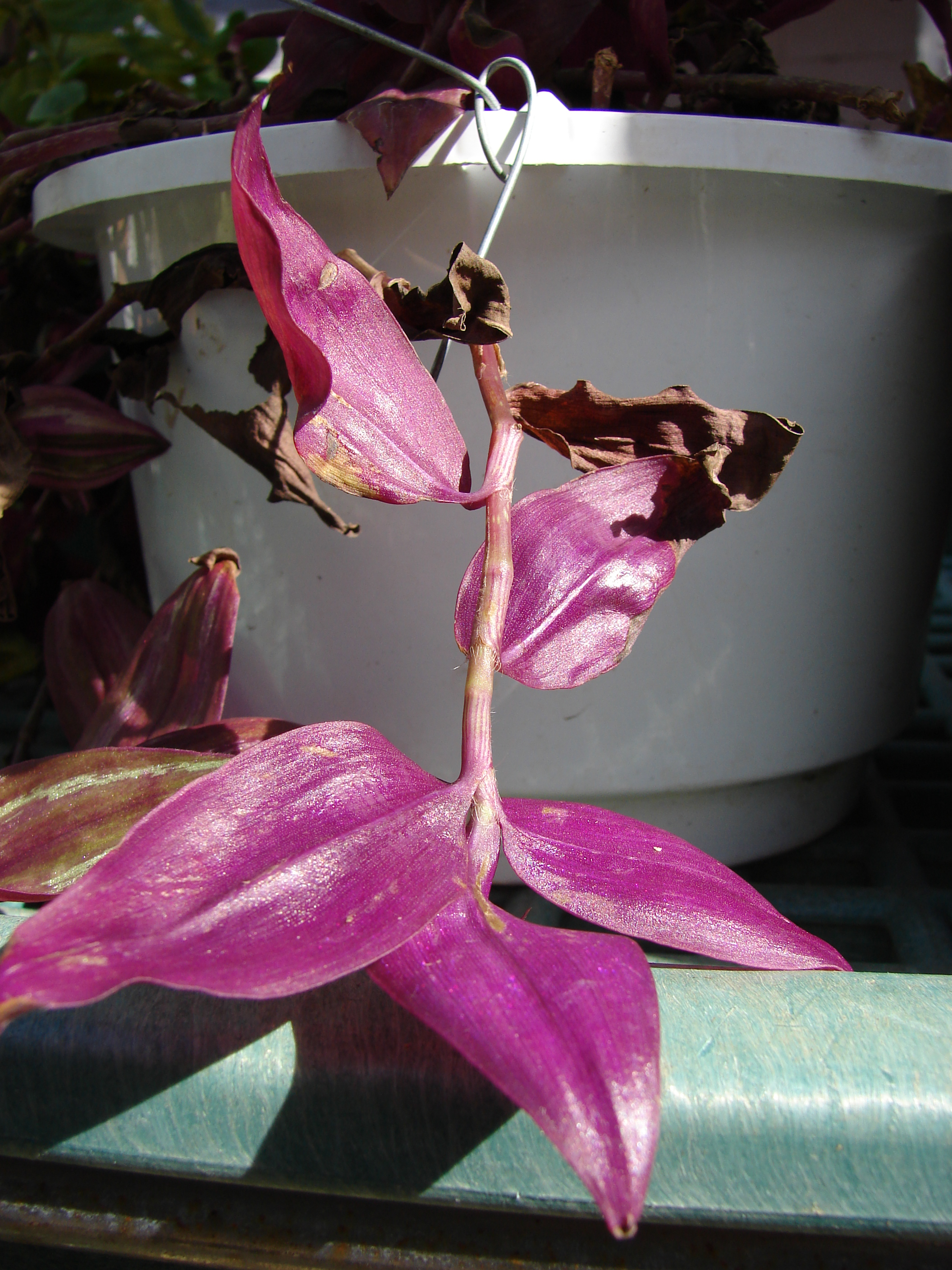
Detalle

## Descripción
Tiene atractivas hojas purpúreo verdosas, las más nuevas y superiores púrpuras, y las más viejas e inferiores verdes con dos tiras plateadas, las hojas más viejas muestran un uniforme magenta profundo.
Con tallos decumbentes o rastreros, enraizando en los nudos. Hojas 2.5-10 x 1.5-3.5 cm, ovado-oblongas a anchamente ovadas, agudas, redondeadas en la base, algo carnosas, verdes y/o purpúreas en el haz, frecuentemente con rayas plateadas, generalmente purpúreas en el envés. Inflorescencias solitarias, terminales u opuestas a las hojas; pedúnculos 1.5-11 cm; brácteas 2, desiguales, la externa 1.5-6 cm, la interna 0.8-3 cm, generalmente glabras excepto por una conspicua banda de tricomas en la vaina; bractéolas c. 3 mm, membranáceas; pedicelos hasta 3 mm. Sépalos 5-8 mm, hialinos, conniventes, o los posteriores más o menos libres; pétalos unidos por debajo en un tubo delgado hasta 10 x 1.3 mm, blancos; lobos de los pétalos 5-10 x 3-7 mm, libres, ovados, rosado-púrpura o azul-violeta; estambres epipétalos; filamentos 3-5 mm, barbados inferiormente; conectivos de las anteras de 1 mm de ancho, blancos; estilo hasta 16 mm. Semillas con el hilo puntiforme y el embriotegio lateral. Tiene un número de cromosomas de 2n=22, 23, 24, 47, 48. Autoincompatibles.

## Usos
Comúnmente vendida como planta de interior.
También se utiliza como cobertura de suelo, se extiende rápidamente a nuevas áreas cuando se disturba.  Prospera en el  sudeste de EE. UU.
En el sureste de México, en los estados de Tabasco y Chiapas donde se le conoce con el nombre común de matalí, se prepara una bebida refrescante cociendo las hojas de esta planta, el cocimiento resultante se cuela para retirar las hojas y al agua se le agrega jugo de limón y azúcar, se toma fría y se le atribuyen propiedades desinflamatorias, diuréticas y desintoxicantes del riñón, así también se utiliza como cura contra la disentería, y la fertilidad femenina (ayuda a ovular).
La planta contiene diferentes metabolitos secundarios, los cuales son los responsables de sus propiedades curativas, dentro de los cuales se encuentran los taninos, saponidas, flavonoides y esteroides.

## Taxonomía
Tradescantia zebrina fue descrito por Heynh. ex Bosse  y publicado en Vollständiges Handbuch der Blumengärtnerei (ed. 2) 4: 655. 1849.
Etimología
Tradescantia: nombre genérico que Carlos Linneo dedicó en honor de John Tradescant Jr. (1608-1662), naturalista y viajero, quien introdujo en el Reino Unido numerosas especies de plantas americanas recolectadas en las tres expediciones que realizó a Virginia (Estados Unidos).
Variedades
- Tradescantia zebrina var. flocculosa (G.Brückn.) D.R.Hunt
- Tradescantia zebrina var. mollipila D.R.Hunt
- Tradescantia zebrina var. zebrina[3]

Sinónimos
- Cyanotis zebrina (Heynh.) Nees[4][5][6]